# 立花头序报春
立花头序报春（学名：Primula glomerata）为报春花科报春花属下的一个种。

## 扩展阅读
- 維基物種上的相關：立花头序报春